# Атомна спектрална линия
Атомна спектрална линия във физиката е спектрална линия, която може да бъде два вида:
- Емисионна линия е налице, когато електрон извърши преход от някое дискретно енергийно ниво в атома към ниво с по-ниска енергия, при което се излъчва фотон с определена енергия и съответна дължина на вълната. Спектърът на емисия на множество такива фотони формира спектралната линия.
- Абсорбционна линия е налице, когато електронът извърши преход към състояние с по-ниска към състояние с по-висока енергия. За да извърши прехода е необходимо той да погълне фотон. Тези абсорбирани фотони идват най-общо от фоновия непрекъснат спектър и при наблюдение на съответните места на поглъщане се наблюдава прекъсване в непрекъснатия спектър.

Споменатите две състояния на електрона трябва да са свързани, т.е. електронът да е свързан в атома, за разлика от процеса на йонизация, при който електронът напуска атома и се генерира непрекъснат спектър. Атомните спектрални линии са строго специфични и могат да се използват за определяне на химическия състав на всяка среда, пропускаща светлина (обикновено се използва газ). (За повече информация виж Спектроскопия).
В описания процес се освобождава или поглъща фотон с енергия, равна на разликата в енергиите на двете нива. Честотата {\displaystyle \nu } на получената спектрална линия е свързана с енергията на фотона {\displaystyle E} чрез закона на Планк {\displaystyle E=h\nu } където {\displaystyle h} е константа на Планк.

## Коефициенти на Айнщайн
През 1916 Алберт Айнщайн предлага теорията, че при формирането на атомната спектрална линия участват три различни процеса: спонтанна емисия, стимулирана емисия и абсорбция и за всеки от тях съществува коефициент, който определя вероятността за наблюдаване на конкретния процес.

### Спонтанна емисия
Спонтанна емисия е процесът, при който електронът „спонтанно“ (без външно влияние) преминава от по-високо на по-ниско енергийно ниво. Процесът се описва от коефициента на Айнщайн A21 (s−1) който определя вероятността електрон в състояние 2 и енергия {\displaystyle E_{2}} да премине спонтанно в състояние 1 с енергия {\displaystyle E_{1}}, изпускайки фотон с енергия {\displaystyle E_{2}-E_{1}=h\nu }. Всъщност поради принципа за неопределеност преходът се извършва от фотони в диапазон от честоти, което води до известна ширина на спектралната линия. Ако с {\displaystyle n_{i}} означим плътността на атомите в състояние i то промяната на плътността на атомите 1 вследствие на спонтанна емисия за единица време ще е:
{\displaystyle \left({\frac {dn_{1}}{dt}}\right)_{A_{21}}=A_{21}n_{2}}
При поглъщане на атомна спектрална линия се използва също коефициент на Айнщайн за абсорбция, но с отчитане на законите на термодинамиката и по-точно на закона за излъчването на Кирхоф, е необходимо пълната абсорбция да се представи като две компоненти, означавани съответно с {\displaystyle B_{12}} и {\displaystyle B_{21}}, които могат да бъдат разглеждани като позитивна (фото или оптична абсорбция) и негативна абсорбция (всъщност стимулирано или индуцирано излъчване). Както и коефициентът {\displaystyle A_{21}}, абсорбционните коефициенти са също тясно свързани с конкретния атом и конкретните две енергийни нива.

### Стимулирана емисия
Стимулираната емисия е процесът, при който електронът преминава от по-високо към по-ниско енергийно ниво поради наличието на външно електромагнитно излъчване с равна или близка честота на прехода и определена спектрална яркост. То се описва от коефициента на Айнщайн {\displaystyle B_{21}} (sr·m2·Hz·W−1·s−1 = sr·m2·J−1·s−1), който определя вероятността електрон в състояние 2 и енергия {\displaystyle E_{2}} да извърши преход към състояние 1 и енергия {\displaystyle E_{1}}, излъчвайки фотон с енергия {\displaystyle E_{2}-E_{1}=h\nu }. Промяната на плътността на атомите 1 вследствие на стимулирана емисия за единица време ще е:
{\displaystyle \left({\frac {dn_{1}}{dt}}\right)_{B_{21}}=B_{21}n_{2}\rho (\nu );\quad \quad \rho (\nu )={\frac {2h\nu ^{3}}{c^{2}(e^{h\nu /kT}-1)}}}
където {\displaystyle \rho (\nu )} е спектралната яркост на външното електромагнитно поле (виж Закон на Планк).
Стимулираната емисия е един от най-важните процеси, чието изследване доведе до изобретяването на лазера.

### Оптична абсорбция
При абсорбцията фотонът се поглъща от атома, което води до преход на електрона от по-ниско на по-високо енергийно ниво. Съответният коефициент на Айнщайн е {\displaystyle B_{12}} (sr·m2·Hz·W−1·s−1 = sr·m2·J−1·s−1), определящ вероятността (за единица спектрална яркост) електрон в състояние 1 и енергия {\displaystyle E_{1}} да погълне фотон с енергия {\displaystyle E_{2}-E_{1}=h\nu } и да премине в състояние 2 с енергия {\displaystyle E_{2}}. Промяната на плътността на атомите 1 вследствие на абсорбцията е:
{\displaystyle \left({\frac {dn_{1}}{dt}}\right)_{B_{12}}=-B_{12}n_{1}\rho (\nu )}
В практиката се използва величината коефициент на абсорбция {\displaystyle \kappa }, измерван с единици на реципрочна дължина (1/дължината). Изразът κ' dx определя каква част от светлината е погълната на разстояние dx. Той е свързан с абсорбционните коефициенти на Айнщайн по следния начин:
{\displaystyle \kappa '={\frac {h\nu }{4\pi }}~(n_{1}B_{12}-n_{2}B_{21})\,}
За разлика от коефициентите на Айнщайн, плътностите на атомните състояния {\displaystyle n_{2}} и {\displaystyle n_{1}} зависят от много други фактори, а не само от свойствата на атома: физическото състояние на газа и по-специално дали той се намира в термодинамично равновесие. В случаите, когато газът е в пълно или локално термодинамично равновесие, тези плътности се подчиняват на разпределението на Максуел-Болцман, но в други случаи (например в лазерите) изчислението им е много по-сложно.